# Pajzstetvek
A pajzstetvek (Coccoidea) a félfedelesszárnyúak (Hemiptera) rendjének növénytetvek (Sternorrhyncha) alrendjébe tartozó öregcsalád. A pajzstetvek nemzetközileg elismert kutatója az amerikai magyar Kosztarab Mihály.

## Felépítés
Apró termetű (< 10 mm), viaszkiválasztó, szipókás rovarok. Kétségtelen, hogy az összes szipókás rovarok között a legkülönösebb formájuk a pajzstetveknek van. Nőstényeket a háti mirigyeikből kiválasztott kemény viaszpajzs fedi. Az egyedeken kialakult fedőpajzsok, ha összeérnek, valóságos kérget képezhetnek a növényen, amelynek színe szürkésfehér, vagy barnás. A hímek törékeny, kétszárnyú, szájszerv nélküli lények, amelyek rövid életük során ide-oda röpdösnek. A nőstényeknek sohasem nő szárnyuk, tehát a felnőtt állatok gyakran a lárvákhoz hasonlók. Számos faj megtartja lábait, a táplálkozási helyen ide-oda vándorol. A legtöbb pajzstetű nőstény azonban sohasem hagyja el azt a helyet, amelyen egyszer szívását megkezdte.

## Szaporodás
Általában ivarosan szaporodnak, de egyes fajoknál szűznemzés is előfordul. Párzás után a nőstények alaktalan tömeggé duzzadnak, végtagjaikat levedlik, testüket viaszburokkal veszik körül. A legtöbb pajzstetű petéket rak, de vannak elevenszülők is. Évente több nemzedékük van. Nőstényeket a háti mirigyeikből kiválasztott kemény viaszpajzs fedi. Ez alatt rakják le petéiket és ennek védelme alatt kelnek ki a lárvák. A fiatal pajzstetvek kezdetben csaknem olyanok, mintha parányi atkák volnának, s eleinte még elég mozgékonyak, lassan mászkálnak hat rövid lábacskájukkal. A hím lárvákat mindig viaszburok veszi körül, a kész hímek végül ebből vergődnek ki.

## Életmód
A pajzstetvek szúró-szívó szájszervükkel átszúrják a szöveteket, és sejtnedvvel táplálkoznak. A zöld növényi részeken világos szívásfoltok keletkeznek. A megtámadott növény gyengén fejlődik, nem nő, összeaszalódik, nem virágzik, súlyosabb esetekben el is szárad. A fertőzött részeken a pajzstetvek által kiválasztott, cukorban gazdag „mézharmat”-ra korompenész telepszik. A megtámadott növény könnyen felismerhető a fehér, gyapjas, vattacsomókhoz hasonló védő viaszburokról – amely alatt a tetvek szívogatnak – és a fekete, koromszínű rétegről.

## Védekezés
- 1. Hatásos lehet a levelek alapos ledörzsölése. Ehhez szappanos vízzel átitatott szivacsot használjunk, és minden növényi részt módszeresen tisztogassunk meg. A szivacsot folyamatosan öblítsünk ki, és szappanozzuk újra.
- 2. Ha nem tűnik úgy, hogy ez önmagában segítene, öntözzük be a növényeinket Actara 25 WG-vel a megfelelő hígításban.
- 3. A szabadban (pl. erkélyen, kertben) lepermetezheti növényeket Vektafid A/E aerosollal, vagy Vektafid R-el kezeljük.
- 4. Keressünk hormonhatású rovarölő szereket, mivel ezek a vedlést gátló, illetve a fotoszintézist gátló vegyületekkel szemben a rovarok fejlődését és átalakulását szabályozó mechanizmusokba avatkoznak be, és kímélik a növényt. Magyarországon elsősorban a hidropén-, az eopfenonán- és a fenoxikarb-tartalmú készítményeket próbálták ki sikerrel, főként az erdészeti és a kertészeti kártevő lepkék (Lepidoptera) és kabócák (Cicadidae), levélbolha-félék (Psyllidae), pajzstetvek (Coccoidae) ellen.

## Ismertebb fajok
- apró kaktuszpajzstetű (Diaspis echino-cacti)
- gyapjastetű (Planococcus citri)
- viaszos gyökérpajzstetű (Rhizoecus falcifer)
- hosszúfarkú kósza pajzstetű (Pseudococcus adonium)
- rövidfarkú kósza pajzstetű (Pseudococcus citri)
- gyapjas kaktuszpajzstetű (Erinococcus cactarum)
- szürke ostorfa-teknőspajzstetű (Coccus pseudomagnoliarum)